# Durchlaucht
Durchlaucht (tyska för "genomskinlighet" eller ”klarhet”) är en tysk tilltalstitel på furstar, som är högre än erlaucht. 
Kurfurstarna erhöll först titeln durchlaucht år 1375. När titeln på 1600-talet började förlänas även åt andra furstliga personer lade sig furstarna av äldre ätter till titeln durchlauchtigst, medan nya riksfurstliga hus fick titeln durchlauchtig (eller durchlauchtig hochgeboren). Ordet har även stavats durchlecht och durchlechtigkeit med svenska varianten durchlechtighet.
I Monaco och i Liechtenstein tilltalas den regerande fursten med Eure Durchlaucht eller dess franskspråkiga motsvarighet Altesse sérénissime.